# Великий театр Бордо
Вели́кий теа́тр Бордо́ (фр. Grand Théâtre de Bordeaux) — оперний театр у місті Бордо (Франція), вперше відкритий 17 квітня 1780 року. Саме на його сцені 1789 року відбулася прем'єра балету «Даремна обережність», також тут виконав кілька своїх перших партій молодий танцюрист Маріус Петіпа.

## Історія будівлі
Театр збудовано за проєктом архітектора Віктора Луї (1731—1800). Пізніше він працював над створенням навколо театру галерей, садів Пале-Роялю та Французького театру в Парижі.
Фасад Великого театру Бордо виконано в неокласичному стилі. Він має портик з 12 колосальних колон у коринфському стилі, що підтримують антаблемент, на якому розташовані 12 статуй, що зображують дев'ятьох муз і трьох богинь (Юнону, Венеру та Мінерву). П'єр Франсуа Беррюер створив чотири статуї, а інші, за його моделями, вирізав його помічник Ван ден Дрікс.
Внутрішні парадні сходи театру в Бордо слугували моделлю для парадних сходів Опери Гарньє в Парижі.

На стелі залу для глядачів міститься велика фреска, написана художником Жаном-Батистом Клодом Робеном. На ній він спробував ушанувати мистецтво, ремісників, які звели цей будинок, і місту Бордо. В одній з її сцен зображено жінку, що є алегорією Бордо, яку захищають Гермес і Афіна, а на передньому плані — три символи процвітання міста: вино, морська торгівля і рабиня.

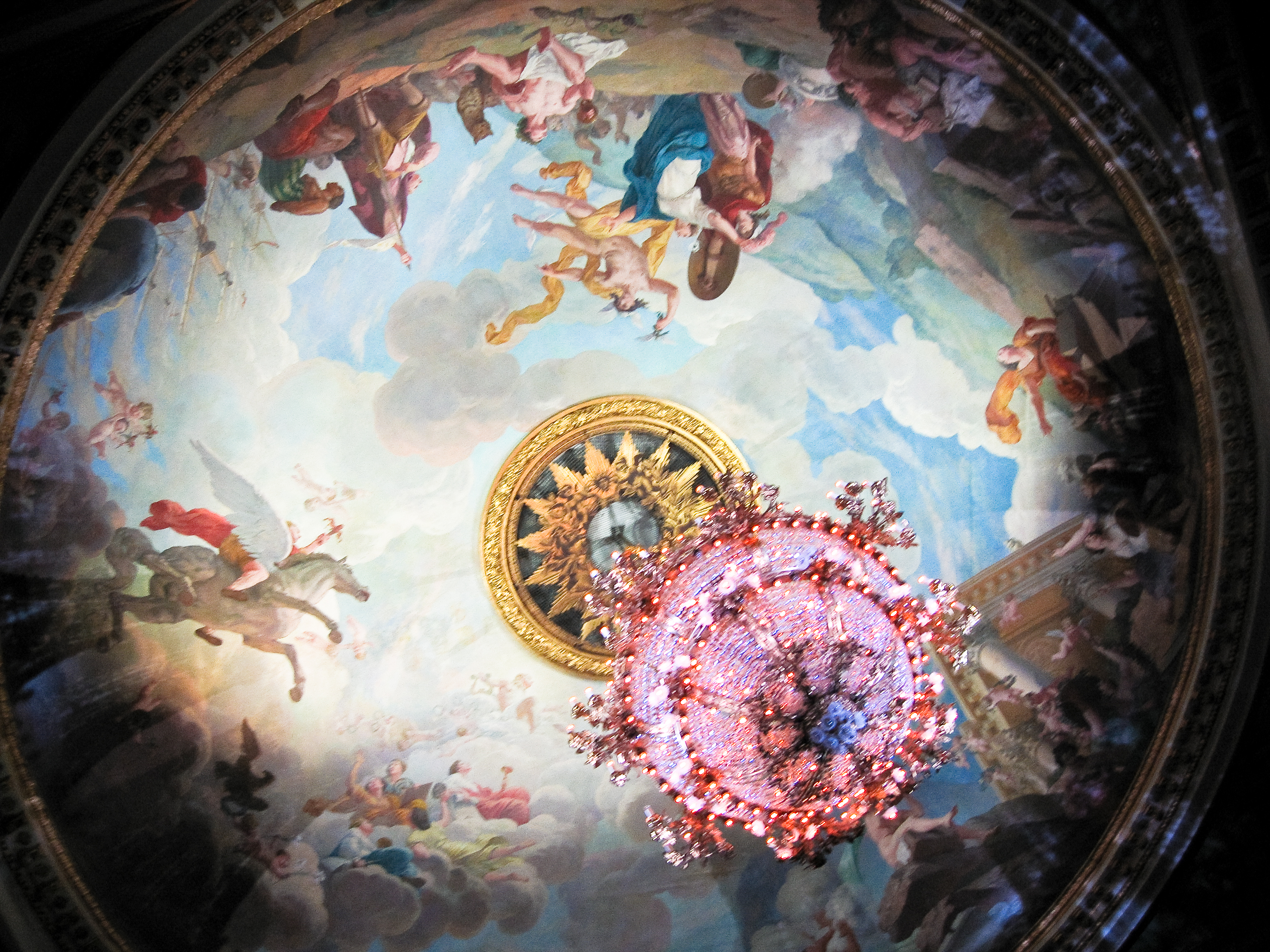
Фреска на стелі
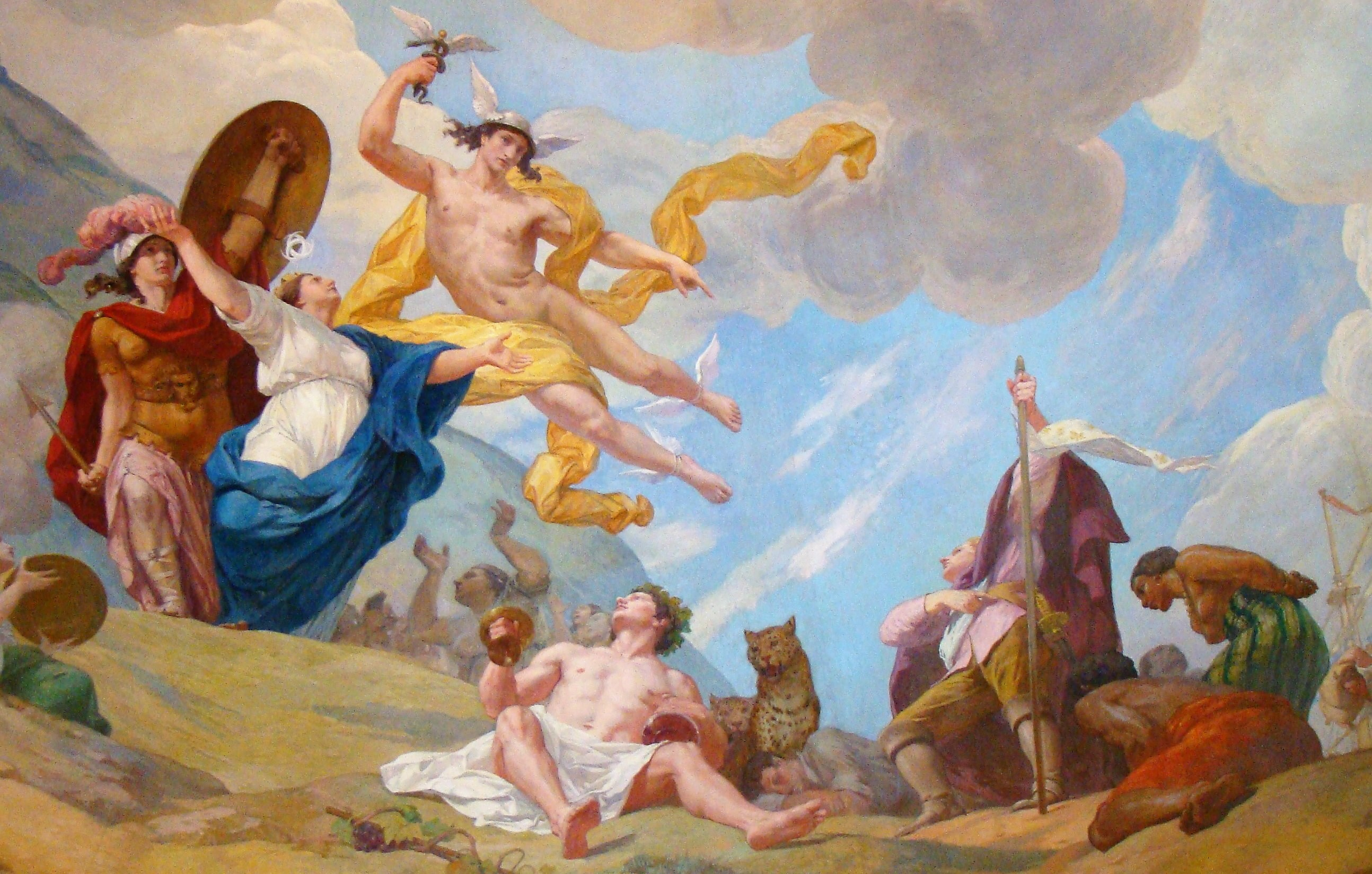
Алегорія Бордо та його багатств

У 1871 році театр ненадовго став місцем Національних зборів парламенту Франції.
Внутрішнє оздоблення театру, завдяки реставрації 1991 року, знову набуло своїх первісних синіх та золотих кольорів. Великий театр Бордо — один із найстаріших дерев'яних каркасних оперних театрів у Європі, який ніколи не горів і не потребував реконструкції.
Нині театр є резиденцією Національної опери Бордо, а також Національного балету Бордо, артистами якого також є й іноземні танцюристи.

## Галерея

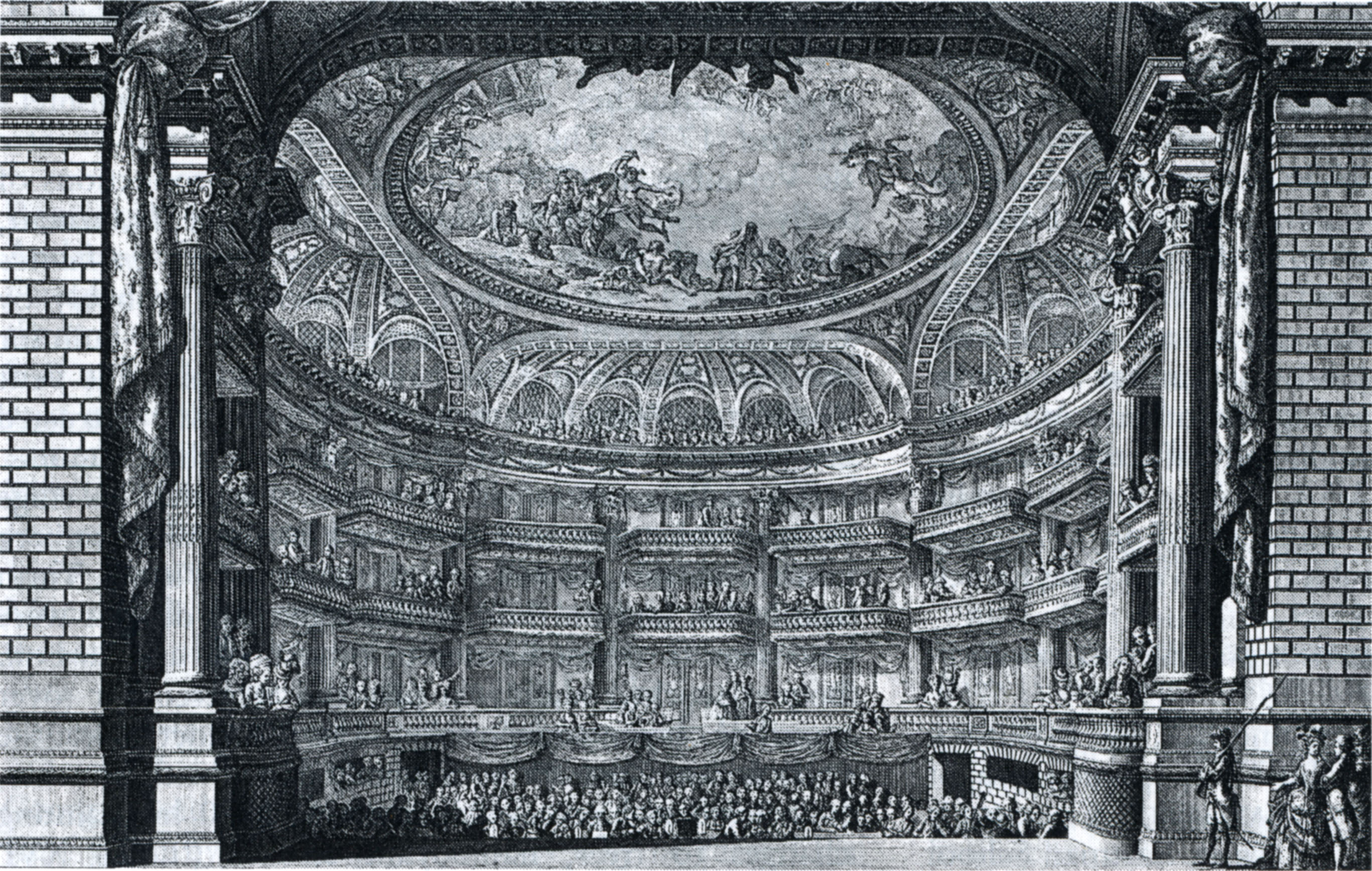
Глядацька зала
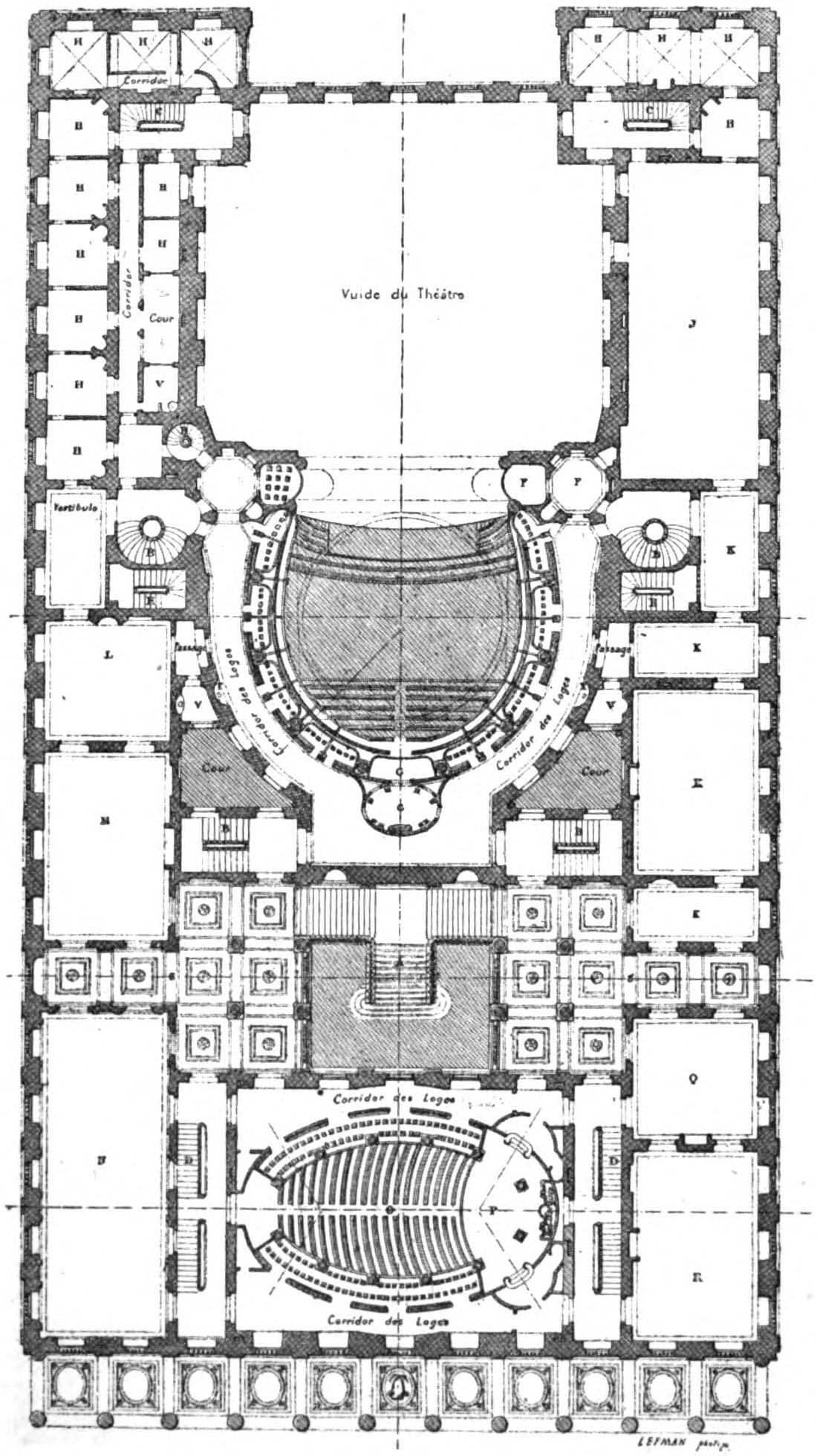
План театру (1881)
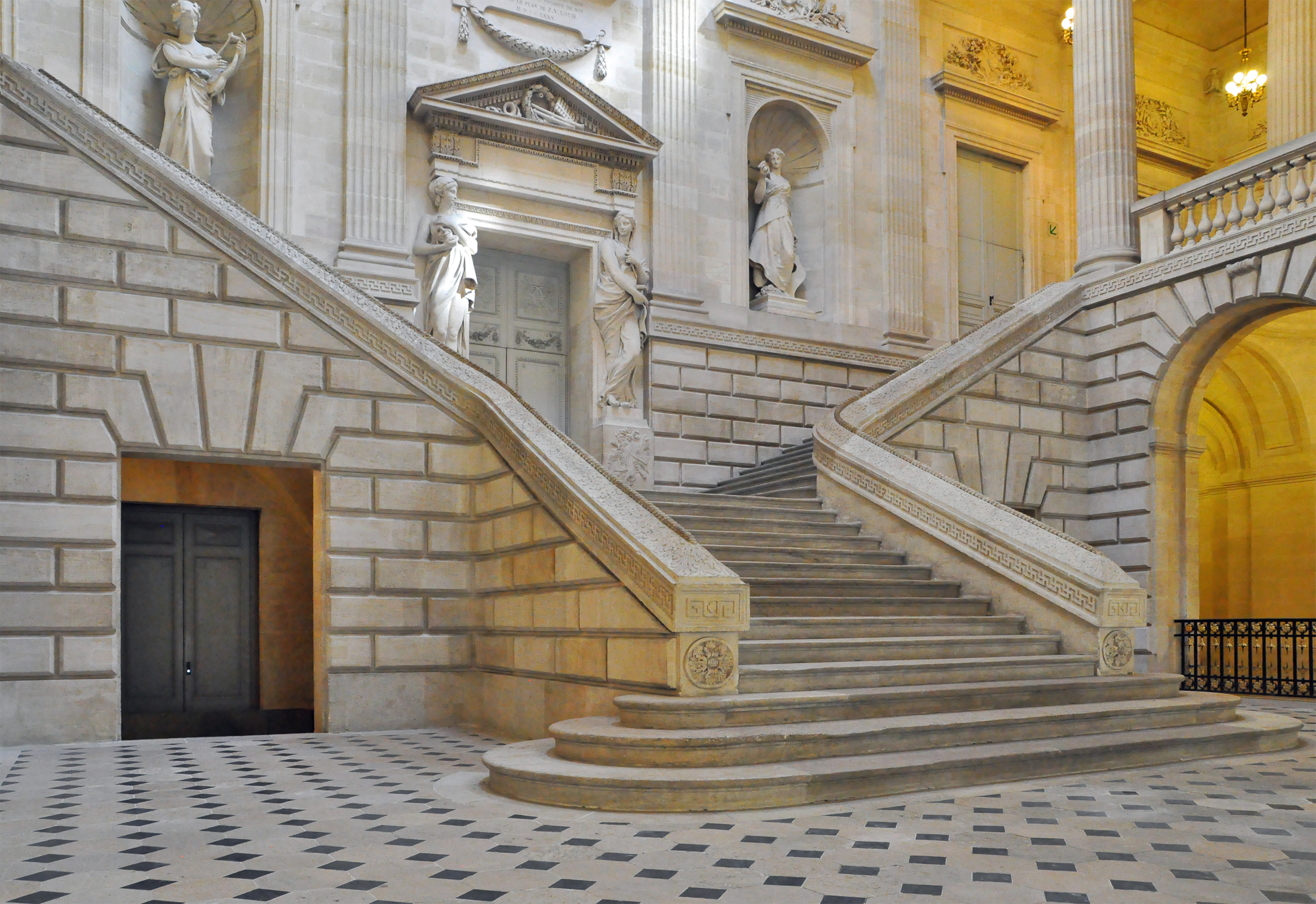
Парадні сходи
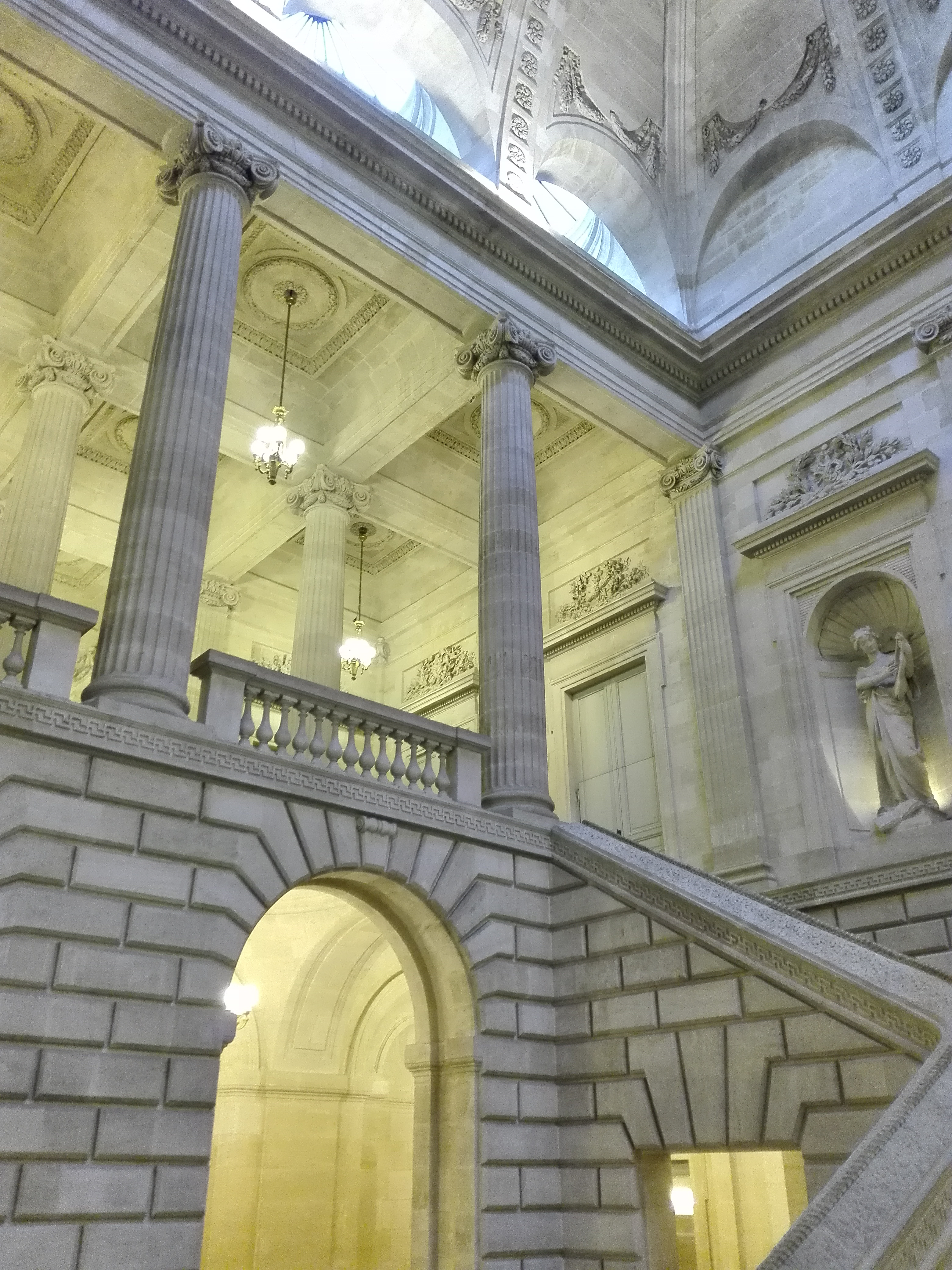
Парадні сходи
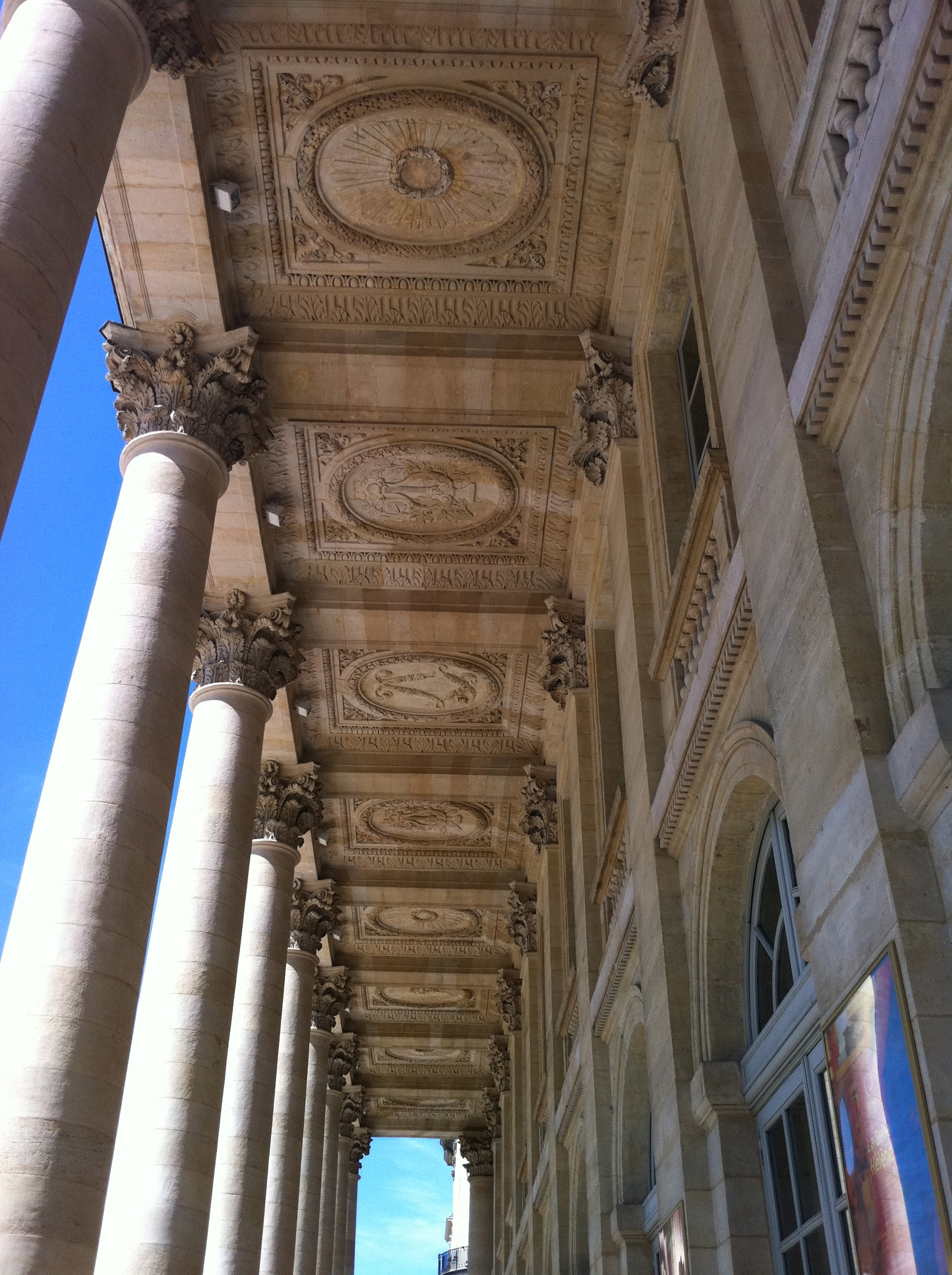
Портик
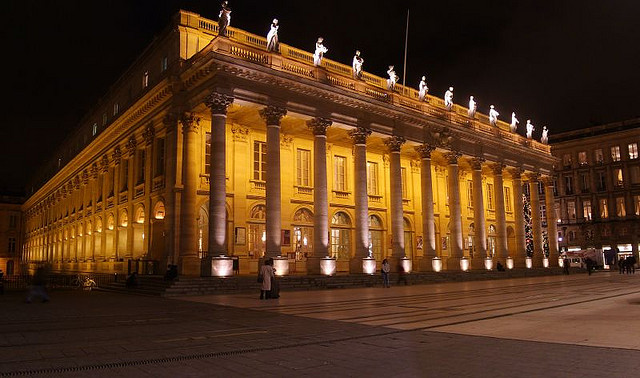
Вигляд уночі